# Tân Việt, Đông Triều
Tân Việt là một xã cũ thuộc thị xã Đông Triều, tỉnh Quảng Ninh, Việt Nam.

## Địa lý
Xã Tân Việt có vị trí địa lý:
- Phía đông giáp phường Tràng An
- Phía tây giáp xã Việt Dân
- Phía nam giáp phường Đức Chính
- Phía bắc giáp xã An Sinh.

Xã Tân Việt có diện tích 5,62 km², dân số năm 2022 là 4.043 người, mật độ dân số đạt 719 người/km².

## Lịch sử
Ngày 11 tháng 3 năm 2015, Ủy ban Thường vụ Quốc hội ban hành Nghị quyết số 891/NQ-UBTVQH13 về việc thành lập thị xã Đông Triều thuộc tỉnh Quảng Ninh. Xã Tân Việt trực thuộc thị xã Đông Triều.
Ngày 28 tháng 9 năm 2024, Ủy ban Thường vụ Quốc hội ban hành Nghị quyết số 1199/NQ-UBTVQH15 về việc sắp xếp đơn vị hành chính cấp huyện, cấp xã của tỉnh Quảng Ninh giai đoạn 2023 – 2025 (nghị quyết có hiệu lực từ ngày 1 tháng 11 năm 2024). Theo đó, sáp nhập toàn bộ 5,62 km² diện tích tự nhiên và quy mô dân số là của 4.043 người của xã Tân Việt vào xã Việt Dân.